# Lana Condor
Pour les articles homonymes, voir Condor.
Lana Condor est une actrice et danseuse américaine, née le 11 mai 1997 à Cần Thơ au Viêt Nam.

## Biographie

### Jeunesse et formation
Lana Therese Condor, de son nom de naissance Trần Đồng Lan, naît à Cần Thơ au Viêt Nam, le 11 mai 1997. Elle est adoptée par Mary Carol (née Haubold) et Robert « Bob » Condor, un couple américain avec son frère non-biologique, Arthur, le 6 octobre 1997,. Son père est un journaliste, nommé deux fois de suite au Prix Pulitzer et ancien vice-président de Yahoo Sports. Elle et sa famille ont vécu dans différents endroits durant son enfance comme sur l'Île Whidbey, à Washington, Chicago et New York, avant de s'installer définitivement à Santa Monica en Californie, à l'âge de quinze ans.
Durant son enfance, Lana étudie le ballet dans trois écoles différentes : chez le Joffrey Ballet, le The Rock School for Dance Education (en) et au Alvin Ailey American Dance Theater. Elle a continué de danser au Los Angeles Ballet (en) à Los Angeles et a également commencé à fréquenter des cours d'improvisation théâtrale dans l'école The Groundlings.
Passionnée de théâtre à la suite de ses cours, elle va s'inscrire à la New York Film Academy et la Yale Summer Conservatory. En 2014, elle étudie le théâtre à la California State Summer School for the Arts (en). En 2016, elle est diplômée de Notre Dame Academy (en).

### Début et percée au cinéma
En mars 2015, elle est annoncée pour le rôle de Jubilé dans le film à succès X-Men: Apocalypse. Le film marque le début de la carrière de Lana Condor. X-Men: Apocalypse sort le 18 mai 2016 en France et le 27 mai 2016 aux États-Unis et rencontre un succès commercial. La même année, sort le film Traque à Boston, réalisé par Peter Berg. Il revient sur l'enquête autour du double attentat du marathon 2013 de Boston.
En 2017, elle fait ses débuts à la télévision dans le téléfilm High School Lover, aux côtés de François Arnaud, James Franco et Julia Jones.
Condor interprète le rôle principal de Lara Jean Song Covey dans le film dramatique romantique de Susan Johnson (en), À tous les garçons que j'ai aimés, basée sur le roman éponyme de Jenny Han. Le film sort sur Netflix le 17 août 2018.
En juillet 2017, elle rejoint le casting du film de science fiction Alita: Battle Angel. Elle y interprète le rôle de Koyomi. Le film sort le 13 février 2019, en France. Condor tourne aussi dans le film Summer Night, sorti aux États-Unis le 12 juillet 2019. Depuis décembre 2018, elle joue le rôle de Saya Kuroki dans le série télévisée originale Deadly Class sur Syfy, aux côtés de Benedict Wong.
En décembre 2018, Netflix a annoncé le développement d'une suite au film à succès À tous les garçons que j'ai aimés.
Le 16 août 2019, Netflix a annoncé que le film À tous les garçons : P.S. Je t'aime toujours (To All the Boys: P.S. I Still Love You), dont le tournage a fini en mai 2019, sera mis en ligne le 12 février 2020 et qu'un troisième volet est également en production. Le tournage du troisième film, À tous les garçons : Pour toujours et à jamais (To All the Boys: Always and Forever, Lara Jean), a été tourné du 15 juillet au 20 août 2019 à Vancouver, au Canada,.
Le 19 septembre 2022, elle annonce qu'elle va jouer aux côtés de Chase Stokes dans le film Valiant One, réalisé par Steve Barnett.

### Vie personnelle
Sa mère décède fin juillet 2024.
Depuis septembre 2015, elle est en couple avec Anthony De La Torre (en). Elle annonce ses fiançailles sur Instagram le 28 janvier 2022. Elle fait également une fête spéciale avant son mariage, de manière intime en août 2024. Elle épouse Anthony De La Torre fin octobre 2024 .
Elle est également proche de Noah Centineo, Madeleine Arthur (qui a été l'une de ses demoiselles d'honneur) et Janel Parrish avec qui elle joue dans le film À tous les garçons que j'ai aimés et ses suites.

## Filmographie

### Cinéma
- 2016 : X-Men: Apocalypse de Bryan Singer : Jubilé
- 2016 : Traque à Boston (Patriots Day) de Peter Berg : Li
- 2018 : À tous les garçons que j'ai aimés (To All the Boys I've Loved Before) de Susan Johnson (en) : Lara Jean Song Covey
- 2019 : Alita: Battle Angel de Robert Rodriguez : Koyomi
- 2019 : Summer Night de Joseph Cross : Lexi
- 2020 : À tous les garçons : P.S. Je t'aime toujours (To All the Boys: P.S. I Still Love You) de Michael Fimognari : Lara Jean Song Covey
- 2021 : À tous les garçons : Toujours et à jamais, Lara Jean (To All the Boys: Always and Forever, Lara Jean) de Michael Fimognari : Lara Jean Song Covey
- 2022 : Moonshot de Christopher Winterbauer : Sophie
- 2023 Ruby Gillman, Teenage Kraken de Kirk DeMicco : Ruby Gillman (voix)
- 2025 : Valiant One de Steve Barnett : Selby
- 2025 : Worth The Wait de Tom Shu-yu Lin : Leah
- 2026 : Coyote vs. Acme de Dave Green : l'actrice
- prochainement : Ballerina Overdrive de Vicky Jewson
- Prochainement : Devil's Mouth de Jeff Wadlow

### Télévision

#### Séries télévisées
- 2019 : Deadly Class de Rick Remender et Miles Orion Feldsott : Saya Kuroki (rôle principal, 10 épisodes)
- 2019 : Rilakkuma et Kaoru de Masahito Kobayashi : Kaoru (13 épisodes - voix)
- 2019 : BoJack Horseman de Raphael Bob-Waksberg : Casey McGarry (2 épisodes - voix)
- 2022 : Boo, Bitch de Erin Ehrlich et Lauren Iungerich : Erika Vu
- 2024 : Abbott Elementary de Quinta Brunson : Olivia (saison 3, épisode 11)

#### Téléfilm
- 2017 : Du rêve au cauchemar (High School Lover) de Jerell Rosales : Allison

## Distinctions
Sauf indication contraire, les informations mentionnées dans cette section peuvent être confirmées par la base de données cinématographiques IMDb,  présente dans la section « Liens externes ».
| Année | Prix                                    | Catégorie                                 | Nomination                        | Résultat   |
| ----- | --------------------------------------- | ----------------------------------------- | --------------------------------- | ---------- |
| 2020  | Hollywood Critics Association           | La prochaine génération d'Hollywood       | Lana Condor                       | Lauréat    |
| 2019  | 21e cérémonie des Teen Choice Awards    | Meilleure alchimie avec Noah Centineo     | À tous les garçons que j'ai aimés | Nomination |
| 2019  | 21e cérémonie des Teen Choice Awards    | Meilleure actrice dans un film dramatique | À tous les garçons que j'ai aimés | Nomination |
| 2019  | 28e cérémonie des MTV Movie & TV Awards | Meilleur baiser avec Noah Centineo        | À tous les garçons que j'ai aimés | Lauréat    |

## Voix françaises
En France, Lana Condor est régulièrement doublé par Adeline Chetail depuis la trilogie de films À tous les garçons en 2018.
- Adeline Chetail dans :
  - À tous les garçons que j'ai aimés
  - À tous les garçons : P.S. Je t'aime toujours
  - À tous les garçons : Pour toujours et à jamais
  - Boo, Bitch (série télévisée)
  - Abott Elementary (série télévisée)

Et aussi
- Edwige Lemoine dans X-Men: Apocalypse
- Nadine Girard dans Du rêve au cauchemar (téléfilm)
- Charlotte Durand dans Alita: Battle Angel
- Ludivine Deworst (Belgique) dans Deadly Class (série télévisée)
- Léana Montana dans Ruby, l'ado Kraken (voix)